# Cesar Urueta
Cesar Urueta Taboada (Torreón, 11 juni 1986) is een Mexicaanse voetballer.
Urueta doorliep de jeugdreeksen van Santos Laguna, waar hij een aantal keer mocht aantreden in het eerste elftal van deze topclub in Mexico. Hij was ook jeugdinternational. Nadien kwam hij in de voetbalschool Cesifut terecht. Dat hem in het seizoen 2009-2010 uitleende aan Belgische voetbalclub KRC Mechelen, toen Derde Klasse. Met 18 doelpunten was de aanvaller een van de beste schutters van de reeks dat seizoen.